# Protesilau
Protesilau (em grego: Πρωτεσίλαος) é um dos personagens da Guerra de Troia (mitologia grega)

## A lenda
Protesilau, cujo nome significa "o primeiro a saquear", era príncipe da Tessália e filho de Ificlos. Imediatamente após seu casamento com Laodâmía, ele juntou-se à expedição grega que partia para atacar Troia.
Um oráculo havia profetizado que o primeiro grego a pisar em terras troianas seria também o primeiro grego a morrer na guerra. No momento do desembarque, o astucioso Odisseu (Ulisses) lançou seu escudo sobre a praia e saltou sobre ele. Mas Protesilau pisou na terra e, depois de matar quatro homens, acabou sendo o primeiro a tombar na luta, havendo versões diferentes sobre o guerreiro troiano que o matou: teria sido Heitor ou Euforbo.
Quando Laodâmía soube da morte do marido, caiu em uma prostração tão profunda que os deuses se apiedaram dela e permitiram que Protesilau voltasse do Hades, para se despedir da esposa, durante três horas. Ao cabo desse tempo, ele partiu outra vez e ela, desesperada, suicidou-se.
Ao terminar a guerra, os gregos instituíram festas (ou jogos) em honra ao guerreiro: as Protesilíadas.
Pausânias, citando o épico Cípria, comenta a coincidência de três gerações sucessivas de esposas que se mataram após a morte dos maridos: sua esposa se chamava Polidora, e era filha de Meleagro e Cleópatra, filha de Idas e Marpessa.